# Göte Pudas
Göte Pudas, född 15 december 1943 i Svansteins församling, död 26 mars 2024, var en svensk officer i Flygvapnet.

## Biografi
Pudas blev officer och fänrik i Flygvapnet 1967, vid Södermanlands flygflottilj (F 11). År 1969 befordrades han till löjtnant, år 1972 till kapten, till major år 1978, överstelöjtnant 1983 och överste år 1989.
I samband med att Pudas blev major, blev han samtidigt chef för Centralavdelningen vid Flygstaben, en tjänst han hade åren 1978–1981. Åren 1981–1983 tjänstgjorde han vid Första flygeskadern (E 1). Åren 1983–1985 var han enhetschef vid Första flygeskadern. Åren 1985–1986 var han detaljchef vid Flygstaben, och åren 1986–1989 var han chef för Flygavdelningen vid Flygstaben. I samband med att han befordrades till överste år 1989 tillträdde han tjänsten ställföreträdande sektorflottiljchef och tillika flottiljchef för Skånska flygflottiljen (F 10/Se S). Åren 1991–1994 var han flottiljchef för Bråvalla flygflottilj (F 13). Efter riksdagsbeslut kom Pudas att avveckla F 13 den 30 juni 1994. Efter att flottiljen avvecklats tillträdde han samma år som chef för Flygsäkerhetsavdelningen vid Flygvapenledningen i Högkvarteret. Åren 1998–1999 var han stabschef vid Norra flygkommandot, och åren 1999–2000 var han chef för Norra flygkommandot. Ett flygkommando som avvecklades den 30 juni 2000. År 2001 tjänstgjorde han vid Högkvarteret innan han avgick samma år. Efter sin aktiva karriär inom Försvarsmakten var han generalsekreterare för Flygvapenfrivilligas Riksförbund under åren 2002–2004.
Pudas har flugit i stort sett samtliga flygplan aktiva från 1950-talet till 2000-talet. Sk 16, Sk 35, Sk 37, Sk 50B/C, Sk 60, Sk 61, J 28B, J 29F, J 35F/J, S 32C, S 35E, SF 37, SH 37, AJ 37, JA 37.

### Webbkällor
- ”Göte Pudas”. sffsmaland.se. https://sffsmaland.se/ref/2019/30okt/text.html?fbclid=IwAR1B4WatjIu59f1DJEiTa4Q-ndICc2DJil3IVcoJyd1kExPOmWQi8bQTXV0_aem_AU93g1arSqWmno3HZqUecTi2G6S4szlPwyhz1ptXvqqT05WyKIFDIU71Ed-GrLy34Evi0Kd8FaQkkwZBUfH_jyt-. Läst 29 mars 2024.